# Deepak Chopra
Deepak Chopra, född 22 oktober 1946 i Delhi, är en indisk-amerikansk författare, en framstående person inom New Age-rörelsen samt föreläsare inom och förespråkare av alternativmedicin och ayurveda. Genom sina böcker och videor har han blivit en av de mest kända – och rikaste – personerna inom alternativmedicinområdet.
Han har enligt egen uppgift influerats av bland annat vedanta. Han var aktiv inom transcendental meditation (TM) innan han grundade en egen organisation inom ayurveda och andlighet.

## Biografi

### Uppväxt och skolgång
Chopra föddes i New Delhi i Indien och hans modersmål är punjabi. Hans far, Krishan Chopra (1919–2001) var en framstående indisk kardiolog, chef för avdelningen för medicin och kardiologi vid Mool Chand Khairati Ram Hospital i New Delhi i mer än 25 år. Fadern var också löjtnant i den brittisk-indiska armén. Chopras farfar var en havildar i den brittisk-indiska armén, som tog till ayurveda för att behandla sina hjärtproblem när västerländsk medicin inte kunde hjälpa honom. Chopras yngre bror, Sanjiv, är professor i medicin vid Harvard Medical School och arbetar också vid Beth Israel Deaconess Medical Center.
Chopra gick grundskolan i St. Columba's School i New Delhi och tog läkarexamen vid All India Institute of Medical Sciences (AIIMS) år 1969.

## Karriär

### Traditionell medicin
Efter examen arbetade Chopra en tid som läkare på landsbygden i Indien. Det var i början av karriären som han började intressera sig för endokrinologi, i synnerhet neuroendokrinologi. År 1970 flyttade Chopra tillsammans med sin hustru till USA där han gjorde allmäntjänstgöring (AT) i New Jersey och specialisttjänstgöring (ST) vid Lahey Clinic i Burlington, Massachusetts och University of Virginia Hospital. Efter avslutad ST-tjänst blev han licensierad specialistläkare i internmedicin och endokrinologi. År 1973 erhöll han sin läkarlegitimation i delstaten Massachusetts och 2004 erhöll han även läkarlicens från Medical Board of California.
Han är medlem i American Medical Association (AMA), medlem i American College of Physicians och medlem i American Association of Clinical Endocrinologists.
Chopra undervisade vid de medicinska universiteten Tufts University, Boston University och Harvard University. Han blev stabschef vid New England Memorial Hospital i Stoneham, Massachusetts, senare känt som Boston Regional Medical Center, innan han startade en egen klinik i Boston.

### Alternativ medicin
År 1992 tjänstgjorde Chopra på National Institutes of Health (NIH) i arbetsgruppen för  alternativmedicin. Året därpå flyttade Chopra till Kalifornien där han började arbeta för Sharp HealthCare som chef för företagets nybildade Institute for Human Potential and Mind–Body Medicine. 1996 grundade Chopra, tillsammans med neurologen David Simon Chopra Center for Wellbeing. Han har sedan dess bott kvar i Kalifornien med sin hustru, nära deras två vuxna barn, Gotham och Mallika.

#### Andlig meditation
Efter ett besök i New Delhi 1981 där Chopra träffade den ayurvediske läkaren Brihaspati Dev Triguna, började han att läsa på om ayurveda. Vid denna tid drack Chopra stora mängder kaffe och var storrökare, och han började utöva transcendental meditation (TM) för att få hjälp med att sluta. 
År 1985 träffade Chopra Maharishi Mahesh Yogi, som uppmanade honom att starta ett ayurvediskt center. Samma år lämnade Chopra sin position vid New England Memorial Hospital och grundade American Association of Ayurvedic Medicine. Han utsågs senare till medicinsk chef vid Maharishi Ayurveda Health Center i Lancaster, Massachusetts och var till en början en ensam aktieägare av Maharishi Ayurveda Products International som gick i konkurs efter tre månader. Han har kallats TM-rörelsens frontfigur och dess främsta ayurvediska läkare. År 1989 gav Maharishi honom statusen "Dhanvantari (Herre av odödligheten), vårdaren av perfekt hälsa i världen". 
I januari 1994 lämnade Chopra TM-rörelsen. Enligt honom själv anklagade Maharishi Mahesh Yogi honom för att ha konkurrerat om positionen som guru.  Författaren Robert Todd Caroll sa att Chopra lämnade TM-rörelsen när det blev för stressigt och den blev ett hinder för hans framgång.

#### Privatpraktik
År 1996 gick Chopra och Sharp HealthCare skilda vägar, varpå Chopra och neurologen David Simon grundade Chopra Center For Wellbeing i La Jolla, Kalifornien.  University of California, San Diego, School of Medicine och American Medical Association ger fortfarande högskolepoäng för vissa kurser som erbjuds till läkare vid Chopra Center. År 2002 flyttades Chopra Center till La Costa Resort och Spa in Carlsbad, Kalifornien där man fortsatt erbjuder kurser i meditation, yoga och ayurveda samt ayurvediska spabehandlingar och försäljning av ayurvediska hälsoprodukter.
Chopra och Simon utbildar bland annat i meditationstekniken Primordial Sound Meditation. Denna form av meditation lärs ut på Chopra Center av certifierade instruktörer som får sin utbildning genom Chopra Center University.

## Priser och utmärkelser
Toastmasters International delade 1997 ut priset Golden gavel till Chopra.
1998 tilldelades han Ig Nobelpriset i fysik för sin "unika tolkning av hur kvantfysik kan appliceras på livet, frihet och sökandet efter ekonomisk lycka".
Centro Pio Manzù (Pio Manzù International Research Centre) har tilldelat Chopra Medaglie d’Oro dal Presidente della Repubblica Italiana (presidentens medalj). Michail Gorbatjov, ordförande för Pio Manzùs vetenskapsutskott kallade Chopra "en av de mest klarsynta och storslagna filosoferna av vår tid".
År 2006 tilldelades Chopra Ellis Island Medal of Honor av National Ethnic Coalition of Organizations.
År 2009 fick han ta emot Oceanas partnerutmärkelse.

## Kritik
Kritiken mot Chopra har främst riktat in sig på hans sammankoppling av kvantfysik med vårt medvetande, samt hans teorier om kroppens läkeprocesser där kritiker menar att hans slutsatser mer sannolikt beror på placeboeffekten än vetenskap. Han har även fått kritik för sina teorier om att den fysiska verkligheten är en produkt av sinnet, vilka bland annat uttrycks i boken Livets sju andliga lagar.
Chopras utsagor har studerats ingående och använts som exempel i en studie av "pseudodjupsinnigt skitsnack" och människors mottaglighet för sådant.

### Böcker på svenska
- Livets sju andliga lagar (1996) Förlag: Energica, översättare Lennart Eriksson[42]
- Tidlös till kropp och själ (1997) Norsteds pocket, översättare; Björn Linne[43]
- Lär känna Gud (2001) Prisma förlag, översättare Kristina Larsén.[44]
- Vägen till Kärlek (2002) Månpocket förlag, översättare Kristina Larsén[45]
- Perfekt hälsa  (2004) Månpocket förlag, översättare;  Björn Linne.[46]
- Livet efter döden (2007) Ica Bokförlag, översättare Kristina Larsén[47]
- Makt, frihet och nåd, att finna vägen till bestående lycka (2008) Ica Bokförlag, översättare: Kristina Larsén[48]
- Den tredje Jesus: Kristus den oersättlige. (2010) Ica Bokförlag, översättare Cecilia Lyckow Bäckman.[49]
- "Hemligheternas bok." (2004) Energica bokförlag, översättare Cecilia Lyckow Bäckman[50]

### Övriga böcker i urval
- The Seven Spiritual Laws of Success: A Practical Guide to the Fulfillment of Your Dreams 2001 (pocketutgåva). Crown Publishing. ISBN 0-609-80219-4.